# Преферанс
Префера́нс (от фр. préférence — предпочтение, преимущество) — карточная игра со взятками. Получила распространение в России в середине XIX века. Предшественником преферанса считается вист. Игра ведется втроём, или вчетвером (в последнем случае каждый игрок по очереди пропускает раздачу, что называется «сидит на прикупе»), или вдвоём (одной из разновидностей игры вдвоём является «гуса́рик»). Возможно играть и больше, чем вчетвером, но тогда игра теряет динамичность и интерес к ней снижается, так как карты раздаются только троим участникам, и поэтому каждый игрок вынужден пропускать две и более раздач подряд.
Преферанс является коммерческой игрой, то есть такой игрой на деньги, в которой при длительной игре результат в большей степени определяется умением игрока, нежели везением, в отличие от азартных игр. В преферансе деньги не являются элементом стратегии, что делает их необязательной частью собственно игры.

## Правила игры

### Цель игры и продолжительность партии
Перед началом игры участники оговаривают конвенции, ставку за вист и определяют жребием взаимное расположение, которое сохраняется до окончания партии.
Каждая партия в игре преферанс состоит из совокупности последовательно разыгрываемых раздач карт, в каждой из которых происходит один из трёх типов игры (игра на взятки, мизер, распасы), определяемый на этапе «Торговля».
Цель игры — набрать за время партии как можно больше очков в общем счёте. Очки даются по окончании разыгрывания каждой раздачи в соответствии с правилами игры, и их количество зависит от силы приходящих карт и от качества логических решений каждого игрока. Поскольку игра идет на случайных раскладах, на длительной дистанции сила приходящих каждому участнику карт выравнивается, и суммарные результаты начинают соответствовать квалификации участников.
Очки в преферансе применяются в трёх видах: очки в пулю, очки в гору и висты́ заносятся в соответствующие каждому игроку области листа записи результатов. Общий счёт вычисляется из этих значений в вистах по окончании партии.
Партия заканчивается при выполнении условия её окончания, которым, в соответствии с предварительной договорённостью участников, может быть:
- каждый участник набрал установленное количество очков в пуле;
- участники суммарно набрали установленное количество очков в пуле;
- наступило оговорённое время окончания игры;
- сыграно оговорённое количество раздач (обычно в турнирах);
- набрано определённое количество очков в пуле, и гора всех игроков «списана» до нуля.

### Инвентарь

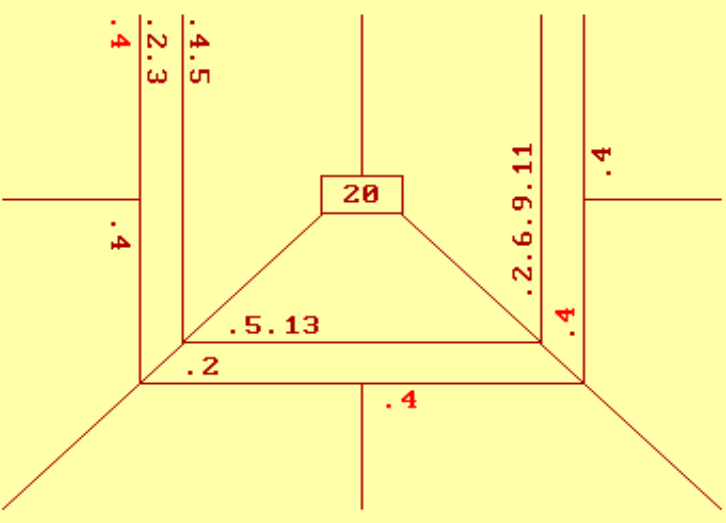
Пулька на 3-х игроков. Показаны заполненные графы

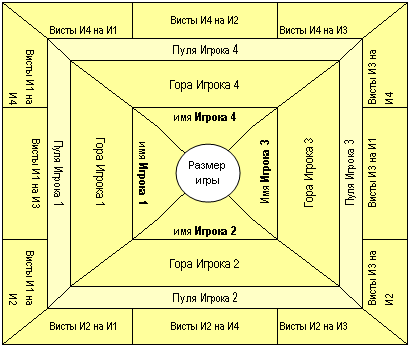
Пулька на 4-х игроков

В игре используется колода из 32 карт: от семёрки (младшая) до туза (старшая) четырёх мастей.
Для записи результатов игры, то есть очков, используется специальным образом размеченный лист бумаги — пу́лька. По этой причине вместо выражения «сыграть в преферанс» часто используется выражение «расписа́ть пу́льку».
Каждый участник игры имеет в пульке три области:
- Пу́ля — записываются очки за сыгранные игры на взятки и премия за 0 взяток на распасах (если это установлено в конвенциях). Каждое очко в пуле равно +10 или +20 (конвенция «Пи́тер») вистам.
- Гора́ — записываются штрафные очки за ремиз: недобор заявленного игроком количества взяток и за взятки на распасах. Каждое очко в гору равно −10 вистам.
- Висты́ — записываются очки за взятки при вистовании. В конвенции «Ростов» — за наименьшее количество взяток на распасах. Каждое очко в этой области равно 1 висту.

Запись в каждой области пульки производится единообразно: запись ведется с левого края, каждая новая запись являет собой последнее суммарное значение в данной области, непосредственно после которого ставится точка или запятая (что защищает от приписок). Зачёркивания в записях не допускаются; в случае ошибки при записи после ошибочного значения (через точку) пишется правильное.
100 очков обычно обозначают знаком «колесо» (Ø), колеса пишутся по числу сотен (несколько подряд) и пишутся они только в той записи, в которой сумма переходит через очередную сотню. Например, набор последовательных значений 200, 280 и 320 очков будет выглядеть: ØØ.80.Ø20.

### Раздача карт
Сдающий карты в первой раздаче определяется жребием, в последующих раздачах карты раздаются по очереди, по часовой стрелке. Сдающий должен тщательно перетасовать карты и положить колоду на стол перед своим соседом справа для обязательного «съёма» колоды. Положив оставшиеся карты на снятые, он раздаёт их. Карты сдают по две за раз, начиная с левого партнёра, по часовой стрелке. Каждому из трёх играющих сдают по 10 карт. Две карты кладутся отдельно в «при́куп». Прикуп принято класть после первого или второго круга сдачи, но никогда первой или последней парой карт.
Если играют 4 человека, то роли раздающего следующие:
1. если в раздаче определены распасы́, раздающий делает первые два хода картами прикупа, начиная с верхней. При игре вчетвером карты прикупа участвуют в игре наравне с остальными картами. При игре втроём карты прикупа только показывают масть хода и взяток не берут. В конвенции «Ростов» прикуп на распаса́х не открывается (не участвует в игре);
2. если при игре на взятки оба вистующих спасова́ли, раздающий может, посмотрев карты одного из них, заявить «Вист» и осуществить розыгрыш сдачи за этого вистующего;
3. если при игре на взятки вист объявлен всве́тлую или играется мизер, то раздающий имеет право принимать участие в обсуждении плана розыгрыша сдачи наравне с вистующими;
4. если в раздаче заявляется «Мизер», то автор заявки может пригласить раздающего сыграть мизер «пополам» (и премия, и штраф записываются каждым игроком в половинном размере).

Если конвенцией это оговорено (например, в «Ростове»), то при игре вчетвером игрок до прикладывания прикупа к своим картам может публичным образом отказаться от него: понятие «кинуть (плюнуть) прикуп в лицо». В этом случае все участники будут знать, что в снос ушли именно те две карты, что пришли в прикупе. Раздающий оставляет такие карты на столе открытыми на всё время разыгрывания раздачи и пишет штраф за плохую раздачу. Правило применяется и на мизере. Но при таком подходе есть и оборотная сторона медали: если при игре на взятки в прикупе оказываются взятки (2 туза, одномастные туз с королём, туз или марьяж — король с дамой одной масти), то раздающий запишет премиальные висты на игрока в оговоренном размере. Это правило не применяется на мизере: если игрок отказывается от прикупа со взяткой, то раздающий пишет только штраф.

### Торговля
После раздачи карт происходит торг между играющими, определяющий тип игры и роли участников в данной раздаче. Возможны 3 типа игр:
- игра на взятки — один из участников (именуемый в этой раздаче «игрок») обязуется взять объявленное им число взяток, остальные («вистующие») стремятся помешать этому;
- мизер — один из участников обязуется не взять ни одной взятки, остальные стремятся помешать этому;
- распасы — задача каждого участника взять как можно меньше взяток.

Заявки при торговле объявляются строго по очереди, по часовой стрелке, первым заявку делает участник слева от раздающего — «первая рука». Содержанием заявки является или слово «Пас», или значащая заявка.
Слово «Пас» означает отказ участника от игры на взятки или мизера в данной раздаче и выбывание из дальнейшей торговли.
Значащая заявка — слово «Мизер» или называние разрешённой к объявлению на данный момент игры на взятки: от «6 пик» до «10 без козыря». Всякий раз новая значащая заявка должна превосходить по старшинству все ранее объявленные.
Старшинство игр складывается из уровня игры: от 6 до 10 взяток и старшинства мастей, могущих быть козырем, по возрастанию: пики, трефы, бубны, червы, игра без козыря. В результате последовательность игр на взятки по возрастанию их старшинства: 6 пик — 6 треф — 6 бубен — 6 червей — 6 без козыря — 7 пик — 7 треф — 7 бубен и так далее до 10 без козыря. На практике, особенно на первом круге торговли, принято использовать не полное название игр, а их сокращения: «один» (в значении первая масть) или «пика» вместо «6 пик», «два» или «трефа» вместо «6 треф» и так далее. При этом говорить «Раз» — дурной тон, так как это созвучно заявке «Пас», и может возникнуть непонимание.
У правила увеличения старшинства игр есть исключение: если в торговле осталось только 2 участника, то находящейся на «старшей руке» может при желании не поднимать заявку оппонента, а перебить её такой же, сказав «здесь <заявка оппонента>» или просто «здесь». Старшинство рук определяется по часовой стрелке от сдатчика в порядке убывания старшинства.
Заявка «Мизер» в преферансе — «каба́льная». Это означает, что она может быть объявлена только первой заявкой в торговле, то есть не может поступить от участника, уже заявившего в данной раздаче игру на взятки или спасовавшего.
Заявка «Мизер» может быть перебита заявкой на 9 без прикупа или 10 с прикупом, после чего, в зависимости от конвенций, торговля продолжается заявкой «Мизер без прикупа». Отказаться от розыгрыша мизера, взяв прикуп, нельзя.
Если хоть кто-то из участников партии сделал значащую заявку, то в таком случае победитель в торговле может быть только один, поэтому торговля продолжается до тех пор, пока какие-либо двое участников не заявят «Пас».
Если никто в торговле не сделал значащей заявки и все три участника первым словом заявили «Пас», играются распасы́.

### Ход игры

#### Игра на взятки
В игре на взятки после окончания торговли раздающий переворачивает карты прикупа, показывая их достоинство всем участникам, и передает их игроку. Игрок делает «снос»: сбрасывает, никому не показывая, две любые не нужные ему карты (как пришедшие с раздачи, так и из прикупа).
После сноса игрок заказывает игру — объявляет количество взяток, которые он обязуется взять и масть козыря (или его отсутствие). При заказе игрок обязан назвать игру не меньшую, чем была его последняя заявка в торговле. Например, если торговля была выиграна заявкой «7 бубен», то игрок может заказать игру 7 бубен, 7 червей, 7 без козыря, любые 8, 9 и 10 взяток, но не 7 пик, 7 треф или любые 6 взяток.
Остальные участники после заказа игры по часовой стрелке от игрока решают, вистовать или пасовать. Каждый вистующий берёт обязательство взять определённое количество взяток: 4 на шестерной игре, минимум 2 на семерной, минимум 1 на восьмерной, девятерной. Недобор указанного количества взяток означает запись в гору. Десятерная игра, по договорённости, может проверяться в открытую всеми играющими без разыгрывания.
Если вистующих двое, игра разыгрывается «втёмную»: карты вистующих перед началом розыгрыша не выкладываются на стол в открытом виде. Если вистующий один, то по его выбору игра может разыгрываться втёмную или всветлую. В последнем случае оба вистующих открывают карты — кладут их на стол, — и вист делает ходы за себя и за пасующего. При игре вчетвером, если оба вистующих спасовали, то раздающий может оценить карты одного из них и вистовать. Если он этого не делает, то розыгрыш данной раздачи на этом заканчивается, игрок получает очки за выполненный контракт.
Цель игры на взятки: для игрока — определить и сделать оптимальную заявку, называемую контракт, и выполнить своё обязательство во время розыгрыша раздачи (взять нужное количество взяток); для вистующих — разрушить контракт игрока (дать ему меньше взяток, чем заказано на игре на взятки или заставить взять взятки на мизере), а при невозможности это сделать — выполнить свои обязательства по набору взяток.

#### Мизер
Мизер — это игра, в которой игрок обязуется не взять ни одной взятки. Оппоненты разыгрывают мизер всветлую и не несут никаких вистовых обязательств. Их цель — заставить игрока взять как можно больше взяток. Запись в пулю за сыгранный мизер и запись в гору за ремиз на мизере за каждую взятку ровно такая же, как на десятерной игре.
Мизер — единственный тип игры, где правила разрешают вистующим записать на бумаге карты игрока до момента сноса. В компаниях сильных игроков вести такую запись не принято. Во всех прочих случаях вести вспомогательные записи в ходе розыгрыша запрещено.
Ударение в слове «мизер» традиционно ставится на последний слог, отражая его французское происхождение. Однако, эта форма постепенно вытесняется формой с ударением на первый слог, происходящей из латыни и используемой для других его значений.

#### Распасы́ (распасовка)
Распасы всегда разыгрываются втемную, каждый участник играет за себя, задача — взять как можно меньше взяток. Все масти равноценны, козырной масти нет. С каждыми последующими распасами штраф за каждую взятку может увеличиваться в арифметической или геометрической прогрессии — как именно и сколько раз — по договорённости. Если  участник не взял на распасах ни одной взятки, то он получает премию в виде очков или добавляемых в пулю, или вычитаемых с горы — по договорённости (его соперники пишут штрафы за свои взятки в обычном порядке). Премирование в такой ситуации раздающего — предмет отдельной договоренности.

### Розыгрыш
Розыгрыш в преферансе — практическая проверка сделанных во время торговли и заказа заявок всех участников. Состоит из последовательного розыгрыша десяти (по числу карт на руке) взяток. Участники, начиная с имеющего право первого хода, по часовой стрелке выкладывают на стол по одной карте каждый. Первая выложенная карта задаёт масть. Это — понятие давать карты «по масти», — означает, что остальные участники игры обязаны ходить картами масти хода, а если такие на руках отсутствуют, то козырем, а если нет ни масти, ни козырей, то любой картой. Взятку забирает игрок, выложивший старшую карту (старшего козыря, а если козыри не выкладывались, то старшую карту исходной масти). В преферансе имеют значение только принадлежность и количество взяток, и не имеют значения номинал и последовательность выкладывания карт.
Квалифицированные преферансисты розыгрыш всветлую редко доводят до конца. Обычно после открытия карт вистующие оценивают результат распределение взяток в данном раскладе и делают игроку предложение о количестве взяток. Если игрок с ним соглашается, участники переходят к записи результатов. Если не соглашается, то или вистующие озвучивают игроку свой план, или переходят к практике: делают ход. Игрок при розыгрыше всветлую имеет право в любой момент выложить свои карты на стол и показать свои взятки. При розыгрыше втемную право выложить свои карты на стол возникает только если все оставшиеся взятки принадлежат игроку. Если кто-то не согласен с поступившим предложением — игра продолжается, но среди опытных игроков такое случается редко, поэтому розыгрыш идёт быстро.

### Счёт
За каждую успешно сыгранную игру на взятки или мизер игрок записывает себе установленное правилами количество очков в пулю (или списывает определенное количество очков с горы), а вистовавшие записывают себе висты на игрока. Количество очков зависит от сложности заказанного игроком контракта (стоимости игры): игра на 6 взяток («шестерная») оценивается в 2 очка, на 7 взяток («семерная») — в 4 очка, восьмерная — 6 очков, девятерная — 8 очков, десятерная игра («тотус»), как и мизер, оценивается в 10 очков. Выполненный контракт добавляет игроку очки в пулю, а невыполненный — соответствующее число очков в гору за каждую недобранную взятку (либо за каждую взятку, полученную на мизере). Вистовавшие получают соответствующее количество вистов на игрока за каждую взятую ими взятку (за «лишние» взятки, при недоборе у игрока, — пишутся дополнительные висты, так называемая консоляция), а в случае собственного ремиза — также и соответствующее число очков в гору. Расчёт вистов может варьироваться в зависимости от конвенции и дополнительных соглашений.
Превышение контракта (взятки сверх объявленного, «перебор») не даёт игроку дополнительных очков в пулю, но может привести к ремизу вистовавших в силу их обязательства взять не меньше определённого по конвенции количества взяток. Например, игрок заказал контракт на 6 взяток, а в ходе розыгрыша взял 7. По правилам вистующие должны были взять 4 взятки на двоих. Если завистовал один, то он и получит штраф в гору за «без одной на висте». Если завистовали оба, то штраф получит тот, кто взял меньше двух взяток.
В большинстве конвенций очки за игры на взятки начисляются так, что игроку выгоднее, например, имея 7 верных взяток, заявить игру 7 уровня и взять 7 взяток, чем специально заявить 6, чтобы «посадить» завистовавшего. Тем более, вистущие могут и не завистовать игру — «перезаклад» делается не выгодным. В таких конвенциях «перезаклад» и не контролируется. В других конвенциях «перезаклад» — заведомое занижение величины объявленной игры по сравнению с реальной ситуацией в картах на руке с целью подсада завистовавшего — контролируется с записью в гору, но в современной практике это практически не встречается.
Очки за взятки на распасах пишутся в гору (в конвенции «Ростов» взявший меньше всех пишет висты на других), сообразно «кратности» распасов (одинарные, двойные и т. д.). Как правило, при этом применяется «амнистия»: минимальное количество взяток принимается за ноль, остальным игрокам очки начисляются, исходя из разницы количества взяток каждого с их минимальным количеством. Например, если игрок A взял 3 взятки, игрок B — 5 взяток, а игрок C — 2 взятки, то игроку C гора не начисляется, игроку A начисляется как за одну взятку, а игроку B — как за 3 взятки. Игрок, которому удалось не взять ни одной взятки на распасах, пишет себе одно очко в пулю (или больше, в зависимости от кратности распасов и имеющихся договорённостей).

### Завершение игры
Правила преферанса позволяют остановить игру и произвести общий расчет в любой момент, равно как и продолжить игру даже после закрытия пули. Однако этика игры диктует требование доиграть пулю в соответствии с выбранным условием её окончания.
В тот момент, когда участники достигают выбранного условия окончания игры, она останавливается, и один из них «расписывает пулю»: вычисляет по результатам всех записей результат каждого участника в вистах. При игре на деньги рассчитанное количество вистов умножается на величину ставки: заранее оговоренную цену виста, и участники, согласно этике карточной коммерческой игры, должны немедленно расплатиться.

## Разновидности преферанса
Существуют несколько конвенций, определяющих правила и оценку игр — наиболее известны Сочи, Ленинград (Питер) и Ростов. Также известен так называемый классический вариант.
В преферансе есть много вариаций правил, которые могут быть введены в любую конвенцию и должны оговариваться перед началом каждой партии, например, «Сталинград» (обязательный вист при игре 6 пик) или «игра втёмную» (если игрок заявляет контракт на 6 взяток до того, как посмотрит свои карты, его заявка может быть перебита только контрактом на 7 взяток, или «7 втёмную» перебита заявкой на 8 взяток, и так далее).

### Сочи
Для данной разновидности характерен ответственный и «жлобский» вист. Поскольку вистование затруднено, «сочинка» считается «игрой против вистующего».

### Ленинград (Питер)
Вист в данной конвенции полуответственный и «джентльменский». Соответственно, данная разновидность может рассматриваться как «игра вистующего», «игра против игрока». Гора и висты — двойныe, пулька может быть ограничена по времени. Индивидуальная пулька не закрывается, а играют до общей суммы. Например, если играют вчетвером до 50, то общая сумма — 200, то есть один игрок может набрать 60, другой 30, третий 70 и последний 40. Разница между пулями и максимальной пулей выносится на гору в двойном размере.

### Ростов
При игре на распасах прикуп не открывается. Взявший наименьшее количество взяток записывает определённое количество вистов на партнёров. Считается, что это игра для мастеров распасов. За сыгранную игру игрок получает очки в пулю и уменьшает гору. Игра заканчивается по «закрытию» пули и горы. Изначально определяется количество очков в пуле необходимое для окончания игры и количество очков горы изначально имеющееся у игрока. Взятки набранные на распасах пишутся не в гору, а сразу в висты игрока взявшего наименьшее количество взяток.

### Классика
Игра с брандерами («бомбами»). Возможность использования «брандеров» вносит в игру большой элемент случайности и азарта. Иногда брандеры называют ёлками. Игра только по времени (заказывается время окончания игры). Пуля отсутствует, только гора и поля вистов. Очки списываются с горы, либо добавляются (в случаях недобора). Количество очков в горе определяется распасами
перед основной игрой. Обычно 3 круга, распасы прогрессивные, 1,2,3 очка за взятку в 1-2-3 круге. Это же определяет и кратность стоимости виста в игре (номинал брандера/ёлки — одинарная-двойная-тройная). Если простая игра оценивается за 6 взяток — 2 виста, 7 — 4, 8 — 6, 9 — 8, 10 — 10 вистов, то одинарная бомба увеличивает стоимость в 2 раза, двойная — ещё в два раза, тройная — ещё в два и т. д. Как правило, брандеры/ёлки играются первыми. Правила текущей игры заказывает участник, набравший наибольшее количество вистов в гору при первоначальных распасах, он же определяет на какое количество вистов увеличить гору (обычно сумму вистов в горе, набранную на первоначальных распасах умножают на номинал максимальной бомбы, в данном случае на 3, и прибавляют количество вистов, кратное стоимости игры в 6 взяток при максимальном номинале бомбы, в данном случае кратное 8-ми, то есть 40, 80, 160, 240 и т. д., при этом все игроки добавляют в гору одинаковое количество вистов). Если оговорено, брандеры/ёлки и их номинал можно заработать во время игры, спасовав втёмную на первой руке. Опять же, как правило, игрок второй руки в этом случае также может заработать ёлку, поддержав игрока первой руки пасом втёмную со своей стороны. Третью руку обычно называют «кривой», игрок может спасовать и втёмную или на открытых картах, всё равно ничего не получает, перебить пас втёмную — заказ любой игры в 6 взяток втёмную или в 7 и более взяток в светлую (то есть подняв и посмотрев свои карты предварительно). Следует также обратить внимание на то, что классический преферанс — игра гибкая, в которой используются большинство правил из других разновидностей преферанса, поэтому правила для текущей игры, оговоренные игроком, набравшим наибольшее количество вистов при первоначальных распасах, принято записывать на обратной стороне листа для пули.

### Ска́чки
Игра с премиями: тому, кто первый закрыл пулю, и тому, у кого меньше всех очков на горе. Первый тур каждого скака — обязательные пасы (по 2).
Стандартные правила: четыре раунда до 22 в пулю. Такое число не позволяет «закрыть» скак двумя случайными мизерами, хотя позволяет завершить скак в три раунда в случае чистого паса. Взявший пулю игрок пишет на противников по 300 вистов, а взявший гору — по 200. Таким образом «отсидевшийся» на горе игрок получает меньший выигрыш, чем тот, кто успешно «лил кровь» (заказывал рисковые контракты) в борьбе за пулю. В случае, если пуля взята в пасах (в пулю записан чистый пас), призёр по горе определяется в момент выхода из распасов. Мизер, как правило, не является выходом.
По общему итогу партии подсчитывается пятый набор призов — суммарная пуля и суммарная гора. Это делает игру ещё более динамичной и яркой в последнем туре, так как зачастую решается судьба сразу двух наборов призов.
Подсад на игре удвоен по сравнению с «питерским» вариантом. Поэтому обычно в скачках мизера заказываются чаще, чем в остальных конвенциях (подсад на мизере становится сравним с подсадом на игре). После несыгранного мизера «стоимость» пасов зависит от количества полученных взяток: одна — пасы по 2, две — по 4, 3 и более — по 6. Это дополнительно привносит элемент стратегии — «неудачным» мизером можно завести соперников в дорогие распасы, чтобы поправить своё положение в игре в целом.
Размер премий может являться предметом соглашения игроков перед началом игры, в таком случае чаще всего — 100 вистов. Также играется «5 по 20» (иногда «7 по 20»), то есть игра состоит из пяти скачков до 20 в пуле. Тогда тот, кто первый «доскакал» до 20 очков в пуле («призёр»), пишет на остальных по 100 вистов. Тот, у кого на этот момент меньшая гора («амнистёр»), также пишет на остальных по 100 вистов. Таким образом, премии «призёра» и «амнистёра» взаимокомпенсируются, исключая случай, когда игрок стал и «призёром», и «амнистёром». Пуля на этом закрывается и начинается новый скачок, причём гора и висты не закрываются.

### Выбираемые соглашения
Приведённые ниже параметры могут изменяться в разных компаниях.
Всегда уточняйте их перед началом игры.
- В игре на взятки:
  - Поведение при одном вистовавшем и одном пасовавшем:
    - Жлобский вист: в случае ремиза разыгрывающего при одном вистующем все висты пишутся ему, а пасующий получает только консоляцию.
    - Джентльменский вист: при ремизе разыгрывающего вистующий с пасовавшим делят висты пополам.

  - Поведение при подсаде вистовавшего:
    - Ответственный вист: недобор вистующими взяток до обязательного их количества наказывается штрафом в полном объёме, то есть в размере стоимости игры за каждую недобранную взятку. Этот вид вистования чаще всего используется в комбинации со жлобским вистом.
    - Полуответственный вист: недобор вистующими взяток до обязательного их количества наказывается штрафом в половинном объёме, то есть в размере половины стоимости игры за каждую недобранную взятку. Обычно применяется в комбинации с джентльменским вистом.

  - имеет ли право вистовавший после паса второго игрока уйти за полвиста (правило вист-пас-полвиста).
  - Используется ли платный прикуп и возможность кинуть прикуп в лицо.
  - Десятерная игра вистуется/проверяется.
  - Заказ «шесть пик» вистуется обязательно (так называемый «Сталинград»)/по желанию.
  - Первый ход игрока втёмную/всветлую при висте лёжа.
  - Отпустить игрока на ремизе без вистов: разрешено с записью «без двух» в гору/разрешено с записью «без трех»/запрещено.
  - Ответственность при двух вистующих за ремиз на игре выше семерной: второй вистующий/оба вистующих
- При мизере:
  - Первый ход игрока втёмную/всветлую.
  - При несыгранном мизере сдача переходит/не переходит.
- В распасах:
  - Выход из распасов (простой/затруднённый/тяжелый/специальный (6/6/6, 6/7/7, 6/7/8/8, 6/7/8/6/7/8 соответственно).
  - Выход из распасов подсадом на игре: есть/нет
  - Переход сдачи: после первой игры/после третьей игры/не переходит.
  - Цена взятки на распасах (обычно 1 очко, иногда бывает 2).
  - Прогрессия цены взятки на распасах (отсутствует/арифметическая/геометрическая).
  - Предел прогрессии цены взятки на распасах (рост прекращается после первого/второго повышения/не прекращается никогда).
  - Прикуп открывается (показывается масть хода) или нет (масть определяет первый игрок).
- Штрафы (присутствуют или нет):
  - За доказанный перезаклад.
  - За неправильную раздачу.
  - За сдачу прикупа первыми или последними двумя картами.
  - За неснос перед началом игры (перед окончательным заказом).
  - За прочие ошибки, изменяющие ход игры.

## Кодекс преферанса
Кодекс преферанса — свод правил и рекомендаций, разработанный и утвержденный в 1996 году Обществом любителей преферанса России. Принимается в качестве правил на всех основных турнирах.
Кодекс систематизирует существующие конвенции преферанса, регламентирует все процедуры игры (раздача, торговля, розыгрыш) и ответственность за их нарушение, а также содержит рекомендации по применению дополнительных договорных правил и этике поведения за игрой.

## Словарь терминов
- «Амнистия» — приём при росписи по окончании игры, когда размер горы у всех игроков уменьшается на величину наименьшей горы среди игроков для простоты подсчёта.
- «Бескозырка» (жарг.) — игра на взятки без козырной масти.
- «Бланковая карта (бланка, бланк)» — единственная карта в масти, например, «бланковый король».
- «Большой мизер» — мизер без карт прикупа, на торгах за контракт перебивается только тотусом или девятью «без прикупа».
- «Бомба» — договорный номинал взятки при распасе втёмную. Зависит от договорного прогресса распаса (одинарной, двойной, тройной, т.д.).
- «Бросить прикуп в лицо» («В лицо», также существует инвективный вариант) — демонстративный отказ победившего в торговле от вскрытого прикупа. В некоторых конвенциях после этого сдававшему записывается штраф в гору.
- «Вертолёт» — то же, что и «Мельница».
- «Вист» — а) наименьшая единица учета результатов розыгрыша в преферансе, все остальные единицы (очки в гору и в пулю) пересчитываются в конечном итоге в висты. Поскольку количество вистов является результатом, то цену одного виста участники оговаривают перед началом игры. Для записи собственно вистов на чертеже пули выделены подучастки по числу оппонентов; б) заявление партнеров вистовать (играть) против игрока, заявившего одну из игр; в) это карта (карты), дающая возможность вистующим получить взятку в данной партии; г) взятка, которую получил вистующий в процессе игры против игрока.
- Вист «стоя (втёмную)» — играть не показывая карты вистующих (при двух вистующих — обязательно, при одном вистующем — по его желанию);
- Вист «лёжа (всветлую)» — играть, положив открытые карты вистующего и его партнёра на стол (при одном вистующем по его желанию); при игре в гусарика это единственная форма розыгрыша. Мизер всегда разыгрывается всветлую.
- «Вистующий» — партнёр разыгрывающего, объявивший вист в данной партии. Вистующими также часто называют соперников игрока при розыгрыше мизера, хотя это не совсем верно, так как в этом случае вист не объявляется.
- Вист «джентльменский» — в случае ремиза игрока, распределение вистов поровну между вистовавшим и спасовавшим в данной партии. Противоположное понятие — «вист жлобский», при котором в случае ремиза игрока все висты получает вистовавший, а пасовавший — только консоляцию.
- Вист «ответственный» — в случае ремиза вистующего ответственность за недобор взяток равна ответственности игрока. Противоположное понятие — «вист полуответственный», при котором ответственность вистующего равна половине ответственности игрока.
- «Второй(ая) (третий, четвертый) <название карты>» — комбинация, при которой названая карта — самая старшая в комбинации с двумя (тремя, четырьмя) младшими картами той же масти. Например: «второй король», «третья дама». Термин имеет смысл при анализе возможных комбинаций карт у противников и планировании игровой стратегии.
- «Выпустить» — позволить противнику успешно сыграть заведомо проигранный им контракт.
- «Гарантированный вист» — карта (карты), гарантирующая взятку на данной игре, например козырной туз.
- «Голубой мизер» — мизер, в котором все имеющиеся масти начинаются с семерок и все карты масти идут подряд.
- «Голая карта» — то же, что «бланковая карта».
- «Гора» — участок на пульке для записи штрафных очков игрока, а также текущее значение в нём.
- «Гусарик» — разновидность преферанса, позволяющая играть двум партнёрам. При игре в «Гусарик» обычно используется «Сочинский» и «Ленинградский» варианты. Карты раздаются на троих, третий, несуществующий, игрок называется болваном и всегда пасует. Вистование только всветлую, в распасах карты болвана не участвуют, прикуп не открывается.
- «Двойной вист» — комбинация карт одной масти, дающая на висте две взятки в подавляющем большинстве случаев: а) туз, король одной масти; б) трельяж: король, дама, валет одной масти; в) закрытый марьяж: марьяж с маленькой; г) туз, дама, маленькая; д) туз, валет, маленькая; е) туз, десять, девять, восемь; ж) король, валет, маленькая; з) король, десять, девять, восемь; и) дама, десять, девять, восемь.
- «Двойной удар Берга» — выход на распасах последовательно с туза, а затем короля той же масти, с целью «отобрать свои».
- «Длинная масть (может следовать название масти)» — четыре и более карты одной масти.
- «Достучаться» — несколько последовательных выходов в одну и ту же масть с целью вынудить одного из партнеров пойти с какой-то конкретной карты. Например, «достучаться до третьего короля».
- «Дырка» («Дыра») — потенциальная взятка заказавшего «мизер».
- «Ёлка» — участок, применяемый в классическом преферансе для регистрации взяток, сыгранных игр «бомб», игр втёмную.
- «Заложиться» (на какой-либо расклад) — заказать малое количество взяток, предполагая наличие маловероятного расклада карт у вистующих или «пистолета» в козырях. Например, «заложиться на четвёртого валета».
- «Здесь» — согласие игрока, заявившего игру первым, принять на себя условия второго или третьего игрока во время торга на повышение.
- «Зубр» (жарг.) — игрок-профессионал, играющий уже много лет и имеющий не только четкую стратегию, но и большой опыт
- «Играющий», «игрок» (в узком смысле), также «разыгрывающий» — партнёр, выигравший торговлю и получивший право заказать игру. Игрок, разыгрывающий мизер, называется «мизерист».
- «Игра на взятки» — игра, при которой один из партнёров («разыгрывающий») должен получить заявленное количество взяток, а остальные стараются этому помешать.
- Игра на «стол» — 1) совместная игра вистующего и пасующего против игрока при открытой игре. При игре вчетвером к ним может присоединиться сдающий (см. «Сдающий»), разрешено обсуждение вслух тактики разыгрывания раздачи; 2) общее правило преферанса — игра ведется вистующими против игрока, а не двумя конкретными игроками против третьего (см. «игра на одну руку») и не каждым за себя («по-жлобски»).
- «Инфарктный мизер» (жарг.) — мизер, в процессе игры которого игрок может пережить состояние инфаркта, так как результат игры в зависимости от расклада может оказаться как положительным, так и отрицательным и зависит, главным образом, от случайности.
- «Карты к орденам» (жарг.) — совет держать карты ближе к груди, то есть не дать возможности коллегам выполнить заповедь: «посмотри карты соседа — свои успеешь».
- «Карусель» — то же, что и «Мельница».
- «Козырнуть» — выйти на распасах с масти, которой уже нет у партнеров, и тем самым и самому взять взятку, и дать партнерам возможность сделать проносы — сбросить ненужные карты. Чаще всего такой ход — «детская» ошибка, недопустимая для опытного игрока. Но может являться и тактическим приемом, позволяющим или прояснить по характеру проносов расклад остающихся в игре карт, или убрать из игры берущую карту одного оппонента, чтобы обеспечить прием следующей взятки в эту масть другим оппонентом.
- «Колесо» — знак Ø, обозначающий 100 очков. Как правило, речь идёт о 100 вистах, но в редких случаях набирается 100 очков на горе или в пуле (если игроки решают сыграть очень длинную партию).
- «Конвенция» — вариант правил игры, устанавливаемый по договорённости между игроками.
- «Консоляция» — премиальные висты оппонентам игрока (в том числе пасовавшему и сдающему) в случае его подсада.
- «Короткая масть» — одна или две карты масти.
- «Кувалда» (жарг.) — туз и король одной масти.[13]
- «Ловля» — процесс игры партнеров против играющего 10 или мизер.
- «Лидер» — партнер в выигрыше на данном этапе игры.
- «Малка», «маленькая» — то же, что и «фоска».
- «Марьяж» — король и дама одной масти.
- «Мельница» — приём игры и определённый расклад, при котором вистующим своими мелкими козырями удаётся перебить крупные карты игрока, особенно несколько подряд.
- «Мизер» — игра с целью не взять ни одной взятки. Мизер может быть «чистый» — не берущий ни единой взятки независимо от расклада, «дырявый» — берущий одну или более взяток и «неловленный» — потенциально «дырявый», но не берущий взяток при данном конкретном раскладе.
- «На одну руку» играть или «на лапу» — обозначение шулерского приёма, когда двое игроков предварительно договариваются играть против третьего игрока. Выражается в неправильных ходах в пользу друг друга.
- «Наигрыш», «наиграть» — дать противнику взятку там, где её при правильной игре не было бы или не дать взятку при мизере.
- «Нарисовать зуб» — предупреждение о будущем однократном неджентльменском поведении в отношении игрока, сыгравшего против «стола» без очевидных причин.
- «Нести» — сбрасывать карты одной масти при ходе в ренонсную масть. При игре на взятки применяется с целью сохранить другие карты для получения взятки, на мизере — чтобы «поймать» игрока, на распасах — с целью сбросить плохие карты.
- «Небитка» (жарг.) — карты у игрока, на которые он получает все оставшиеся взятки.
- «Нога» — маленькая карта в одной масти с большой или двумя большими (обычно с марьяжем).
- «Обязательный вист» — вистующие обязаны отыграть у игрока свои висты; сколько — зависит от заявленной игры. Ответственность за отбор обязательных вистов лежит на активно вистующем.
- «Одинарный вист» — комбинация карт одной масти, дающая на висте одну взятку в подавляющем большинстве случаев: бланковый туз, второй король, третья дама, четвёртый валет.
- «Парадоксальный снос» (жарг.) — сброс игроком карты, которая теоретически дает больший шанс сыграть заказ, однако, из-за того, что этот ход оказывается для других игроков неожиданным, играет карта с меньшей такой вероятностью. Например, на мизере у игрока имеется две абсолютно не ловящиеся масти, в третьей бланковая девятка, в четвертой бланковый король. Теоретически поймать короля на мизере намного проще, однако, если проверяющие начинают ловить девятку и ходят с соответствующей масти, игрок сбрасывает на неё короля и выигрывает. Разумеется, опытные игроки всегда учитывают возможность парадоксального сноса, однако точно угадать здесь становится невозможно (см. «угадайка»).
- «Паровоз» — серия взяток на мизере (аналогичная ситуация может возникнуть и в распасах). Возникает из-за невозможности для игрока после взятки передать ход, ибо ему успешно разыграли все карты, что могли бы быть для этого использованы. Причина самых больших проигрышей в преферансе.
- «Партия» — игра, которая идёт до своего завершения после одной сдачи карт.
- «Пас» — отказ от активной игры в данной партии.
- «Первая рука» — игрок, находящийся от сдающего слева, дальше — нумерация по часовой стрелке.
- «Перезаклад» («недозаказ») — заказ игроком меньшего числа взяток, чем он может гарантированно получить при любом раскладе. Отношение к перезакладу неоднозначное: в некоторых компаниях такое поведение штрафуется, но вообще правилами он не запрещен, так как при перезакладе игрок получает меньшую выгоду, чем сыграв «правильную» игру[14], и ещё меньшую, если партнеры правильно оценят свои шансы и спасуют.
- «Пилорама» (иногда «Пилорама классическая») — см. «Мельница».
- «Пистолет» (жарг.) — то же, что «стена».
- «Подпорка» — то же, что «нога».
- «Поднять вист» — по договоренности право сидящего на прикупе при двух пасах взять карты первого по часовой стрелке от него пасовавшего и объявить «вист».
- «Полвиста» или «свои висты» — заявка вистующего в шестерной и семерной игре после того, как другой вистующий спасовал. См. также «уход за полвиста».
- «Помощь», «Американская помощь» — после достижения максимального размера пули (оговариваемого перед игрой) игрок начинает «помогать» закрывать пулю остальным игрокам согласно текущей конвенции.
- «Пополам» 1) равное число карт одной масти на руках у вистующих 2) также «Пополамный мизер» — то же, что и «Угадайка».
- «Преф» (жарг.)— сокращенное название игры преферанс, используемое в разговорной речи.
- «Преферанс» — состояние в игре, которое возникает после торговли (за исключением торговли до мизера) при наличии на руках игрока, выигравшего торговлю, туза, короля и дамы всех мастей. Существует договорное правило, согласно которому игра при этом заканчивается, игрок закрывает свою пулю, списывает свою гору, закрывает остальных участников и пишет на них по 100 вистов. Профессиональными игроками считается шулерским правилом, поскольку для опытного шулера не составляет труда раздать преферанс своему партнёру. Вероятность же прихода преферанса при честной игре составляет (12!*20!)/32! , то есть примерно одна на 226 миллионов раздач. При непрерывной игре и одной раздаче в минуту в среднем игроку пришлось бы ждать такого расклада 430 лет. Иногда «преферансом» ошибочно называют наличие на руках игрока (вместе с прикупом) двенадцати условных взяток (например по шесть старших карт в двух мастях при своем выходе). В некоторых компаниях при наличии подобного расклада и соответствующей договоренности разрешена запись в пулю 12 очков.
- «Пригласить под половинную ответственность» — в некоторых конвенциях приглашение игроком сидящего на прикупе разделить ответственность при объявлении «мизера». При этом либо пуля, либо гора делятся пополам между игроком и приглашенным. См. «Сдающий».
- «Пробить масть» — ход с вистующего, при котором он заходит в свою длинную масть под короткого туза игрока, с целью уменьшения козырей игрока путём захода в эту масть в следующий раз (см. «Ровнять козырей»). Применяется, когда важно уменьшать количество козырей игрока, а прямого захода для этого нет.
- «Прикрышка» (жарг.)— то же, что «нога».
- «Прикуп» — пара карт, откладываемая отдельно при раздаче. Прикуп забирает игрок, победивший в торговле.
- «Прикупной расклад» — расклад карт, при котором почти любые карты в прикупе усилят руку игрока.
- «Прокинуться» — пойти не той картой, которой было задумано, из-за волнения или усталости. Также может быть использован термин «обдёрнуться», из «Пиковой дамы» Пушкина.
- «Промоция» (от англ. promotion — повышение (в ранге)) — розыгрыш дополнительной взятки в козырях при ходе от вистующих. Например, пара дама-малка у вистующих обычно взятку не берёт. Но при определённом раскладе и козырном валете у другого вистующего (пасующего) можно превратить эту комбинацию во взятку.
- «Прорезка» — ход с малки под игрока, лишающий его возможности взять лишние взятки (например, вторым королём).
- «Пуля» или «пулька» — a) участок на чертеже для записи очков за сыгранные игры и ноль взяток на распасе, а также текущее значение в нём; б) в более широком смысле, вообще партия игры в преферанс: «сыграть пулю», «расписать пулю».
- «Разбойник» (жарг.) а) партнер остался один с несписанной горой, а время игры не вышло; б) Одна из разновидностей преферанса: пули нет, только гора и висты. Игрок слева от сдающего выбирает игру из определённого списка из десяти игр: шесть пик, семь треф, восемь бубен, девять червей, десять (козырь по желанию), без козыря (ценность игры определяется количеством взяток по окончании сдачи; в случае взятия менее шести взяток — считается как подсад на шестерной игре), мизер, трое распасов. Выбранная игра вычеркивается, в дальнейшем возможности сыграть её повторно нет. Первый ход всегда от играющего, все игры (в том числе, мизер) — взакрытую, оба партнёра играющего вистуют автоматически. Игра заканчивается, когда все игроки сыграли весь набор игр.
- «Раз» (жарг.) — минимально возможная заявка на игру (шесть пик). «Два» — шесть треф, «три» — шесть бубен и т. д. «Семь вторых» — семь треф.
- «Расклад» — комбинация карт a) у игрока; б) у всех игроков.
- «Распасы» — розыгрыш с целью не брать взяток, проводимый, если все игроки объявили «пас».
- «Расписать пулю» — сыграть в преферанс.
- «Ремиз» (жарг. «подсад»)— невыполнение обязательств при розыгрыше контракта.
- «Ренонс» — отсутствие карт в одной из мастей.
- «Ровнять козырей» — ходить так, чтобы выбивать козырей у игрока с тем, чтобы перехватить игру.
- «Розыгрыш» — в широком смысле игровой процесс в рамках одной раздачи, включающий в себя торговлю, взятие прикупа, снос, заказ игры, заявки на вистование и розыгрыш в узком смысле, то есть ходы картами с целью распределения взяток.
- «Роспись пули» — расчет игры.
- «Рука» — a) игрок, см. «первая рука»; б) то же, что «расклад» (в 1 знач.)
- «Свои взятки» — те взятки, которые будут получены неизбежно. Выражение связано с приёмом игры на распасе, при котором игрок стремится забрать «свои взятки» в начале игры, дабы под конец не получить вместе с ними и другие. Также используется при ловле мизера, чтобы покатать игрока на паровозе (задорого).
- «Свой вист» — вистующие отказались активно вистовать, один из них соглашается на свой вист, если ему разрешит игрок (свой вист возможен только на 6-й и 7-й игре).
- «Своя игра» — розыгрыш, в результате которого все игроки (и разыгрывающий, и вистующие) выполнили свои обязательства.
- «Сдающий» — игрок, отвечающий за правильную сдачу карт, прикуп; контролирует ход игры, правильную запись партнерами после данной партии. При игре вчетвером сдающий не имеет карт на руке и не участвует в торговле; но при этом имеет право активно вистовать при отказе двух партнёров; имеет право играть мизер в паре с мизеристом, если это будет предложено; имеет право участвовать в обсуждении плана игры против игрока при «игре лежа»; при розыгрыше распасов играет картами прикупа.
- «Снос» — две карты, сброшенные игроком после взятия прикупа. До того, как сделана окончательная заявка, снос можно заменить.
- «Солнце» — 100 очков в пуле.
- «Сорока» (жарг.) — то же, что «марьяж».
- «Сталинград» — договорное правило, принуждающее игроков вистовать при заказе 6♠. Некоторые игроки считают это правило ненужной азартной составляющей. Возможно, правило названо в честь Сталинградской битвы.
- «Стена» (или «пистолет») — расклад, при котором у одного из игроков несколько карт одной масти. Как правило, «стена» это 4 или даже 5 козырей у вистующего (или пасующего), что сулит ремиз игроку. Существует поговорка — переделка Шекспира: «Нет повести печальней в целом мире, чем козыри — четыре на четыре».
- «Струна» (или «трёхструнка», или играть «на струне») расклад у игрока, когда в каждой масти (и козырной) у него не более трёх карт, то есть 3-3-3-1 (3-3-3-3 до сноса прикупа).
- «Стол» — партнеры.
- «Сюркуп» — приём, при котором один вистующий ходит некозырной картой, а игрок и другой вистующий кладут по козырю (так как оба имеют ренонс в масти хода).
- «Торговля» — борьба партнеров за право назначения игры.
- «Торчильник» (жарг.) — то же, что и «Сталинград»
- «Тотус» (жарг.) или «Тотал» — десятерная игра.[источник не указан 4618 дней]
- «Третья дама» — см. «вторая карта».
- «Трельяж» (жарг.) — король, дама, валет одной масти.
- «Тройной вист» — комбинация, дающая три взятки на висте в подавляющем большинстве случаев: а) туз, король, дама; б) туз, король, валет (при чужом ходе); в) туз, король, девять, восемь; г) закрытый трельяж (король, дама, валет, восемь); д) марьяж, закрытый двумя маленькими без семерки; е) король, валет, две маленькие без семерки.
- «Угадайка», «пятидесятипроцентник», «фармазон» (жарг.) — ситуация при ловленом «мизере», когда логически невозможно определить снос игрока ибо все варианты сноса равнозначны и, следовательно, равновероятны. Главное то, что снос невозможно проверить в ходе игры и приходится угадывать. Вероятности сыграть-не сыграть равны 50 %. Если вистующие угадают, часто получается «паровоз». В этом случае игроку нередко предлагают зачесть игру с одной взяткой без самой игры, и опытные игроки, как правило, соглашаются.
- «Уход без трех» — при наличии предварительной договорённости отказ выигравшего торговлю от игры при очевидном ремизе без разыгрывания раздачи и записи вистов, но с записью штрафа в гору за недобор трех взяток на игре, на которой закончен торг. Объявляется вместо объявления контракта.
- «Уход за полвиста» — отказ от заявленного вистования после паса второго вистующего. Право вводится по договорённости.
- «Фальшренонс» — ошибочный снос карты не в масть. Серьёзное нарушение, штрафуется.
- «Фестиваль» (жарг.) — то же, что и «струна».
- «Фишки» (жарг.) — карты. Также «фишка́» с ударением на «А». «Метать фишки» — играть в преферанс. «Натягивать фишку́» — раскладывать розданные карты веером в руке, сортируя их по мастям и старшинству.
- «Флаг» — 100 очков в горе (или пуле).
- «Фонарь» (жарг.) — то же, что «колесо».
- «Фоска» или «фошка» — одна из младших карт в масти (от семёрки до десятки), обычно в контексте не берущая взяток.
- «Четвёртый валет» — комбинация карт: валет и 3 малки одной масти.
- «Чемодан» (жарг.) — 100 очков на горе.
- «Чистый мизер» — мизер, который теоретически невозможно поймать.
- «Хозяин горы» — партнер, набравший в начале игры на обязательных распасах наибольшее количество очков, «хозяин горы» производит заказ игры.
- «Шкаф» (жарг.) — ситуация на распасах, аналогичная «паровозу» на мизере. Среди опытных игроков «зашкафленный» игрок обычно «падает со шкафом» — кладет все свои карты на стол лицом вниз, объявляя «все остальные взятки мои». Так как эта конвенция может использоваться в «налапнике», в случае взаимного недоверия другие игроки могут потребовать проверки «шкафа». В некоторых обществах есть традиция после «шкафа» на 8 и более взяток вставать, символически провожая зашкафленного «в последний путь». Опытные игроки в случае вероятности крупного «шкафа» часто заказывают игру на выход из распасов, так как небольшой ремиз может быть менее невыгоден, чем «шкаф».
- «Шпага» (жарг.) — взятка на мизере.

## Культурное влияние
Преферанс — тема для множества анекдотов, поговорок, крылатых фраз.
Некоторые поговорки означают мнемонические правила, выработанные тактические приёмы. Другие же просто являются выражением народного юмора.
Преферанс часто упоминается в советских и российских художественных фильмах и сериалах. Так, например, герои фильмов «Дублёр начинает действовать», «Курьер», «Преферанс по пятницам», «Улицы разбитых фонарей» расписывают пулю в ходе сюжета. В фильме «Криминальный квартет» сам ход игры имеет существенное значение в сюжете картины, в частности, обнаруженная на столе расписанная пуля позволяет следователю определить правильное количество преступников.
В романе Юлиана Семёнова «Семнадцать мгновений весны» и в одноимённом телефильме Штирлиц говорит, что не любит, когда его «держат за болвана в старом польском преферансе».
В романе того же автора «Майор Вихрь» есть эпизод, в котором персонажи играют в преферанс, причем разыгрывают достаточно редкую ситуацию — мизер без прикупа.
В преферанс играет герой песни Владимира Высоцкого «Невидимка».
Многие знаменитости отзываются о преферансе как любимом увлечении. Известными игроками были: Армен Джигарханян, Георгий Арбатов, Аркадий Арканов, и остаются: Анатолий Карпов, Леонид Якубович.
В 1960—1970 годы в актёрской среде была широко известна тройка азартных игроков, проводивших не одну ночь за пулей: Ольга Аросева, Татьяна Пельтцер и Валентина Токарская.
Преферанс был и остаётся чрезвычайно популярным в студенческой среде — даже несмотря на то, что при советской власти любые карточные игры на деньги считались азартными (понятия «коммерческая игра» не существовало) и увлечение преферансом наказывалось — вплоть до отчисления из вуза.
Игра преферанс существует в многочисленных версиях компьютерных игр для персональных компьютеров, PDA и мобильных телефонов. Популяризация преферанса продолжается и на Западе. Многие иммигранты продолжают культивирование игры. Здесь следует отметить таких игроков, как И. Боярский, Г. Шелл и др.

## Соревнования
Кубок Содружества независимых государств по преферансу
Четвёртый турнир прошёл 4 и 5 апреля 2009 года в Москве (участвовало более 160 игроков из семи стран). Чемпионом СНГ стал Дмитрий Новицкий (главный редактор журнала «Шахматы», гроссмейстер из Минска). Третье место — Сергей Михайловский (Беларусь).
Командные соревнования по преферансу
С 2000 года регулярно проводятся на игровом сайте клуба Гамблер. В них принимают участие более 100 команд.
Чемпионат мира по интернет-преферансу
Первый турнир был проведен c 4 по 31 октября 2010 года Международной лигой преферанса на площадке клуба умных игр Гамблер. Приняло участие более 600 игроков из 25 стран. Чемпионом стал Николай Воронин из Киева. Второе место занял Леонид Угоренко из Санкт-Петербурга, третье место — Константин Рожновский (Москва).

### В литературе и искусстве
- Иероним Иеронимович Ясинский. «Толстого или Гоголя?»